# Corrado Gini
Corrado Gini (1884 - 1965) va ser un estadístic, demògraf i sociòleg italià que va definir l'índex o coeficient de Gini, una mesura de la desigualtat d'ingressos en una societat. Gini també va ser un influent teòric i ideòleg feixista que l'any 1927 va escriure “Les bases científiques del feixisme”. Gini era un defensor de l'organicisme i el va aplicar a les nacions.

## Biografia
Gini va néixer el 1884 a Motta di Livenza, prop de Treviso. Va estudiar a la Facultat de Dret de la Universitat de Bolonya, on també va estudiar estadística, matemàtiques, economia i biologia.
El treball científic de Gini es va orientar en dues direccions: cap a les ciències socials i cap a l'estadística. Els seus interessos es van estendre molt més enllà dels aspectes formals de les estadístiques i fins a les lleis que regeixen els fenòmens biològics i socials.
La seva primera obra publicada va ser “Il sesso dal punto di vista statistico” (1908). Aquest treball és una revisió a fons de la proporció dels dos sexes al néixer, tenint present les teories existents i les noves hipòtesis d'ajust de dades estadístiques. En particular, defensa que la tendència a un o altre sexe és, en certa manera, hereditària.
L'any 1910 va accedir a la Càtedra d'Estadística de la Universitat de Càller i el 1913 a la de la Universitat de Pàdua.
El 1920 va fundar la revista d'Estadística “Metron”, de la que va ser director fins a la seva mort. Mai no va acceptar articles sense una aplicació pràctica.
El 1925 esdevé professor a la universitat de Roma La Sapienza on crea un curs en Sociologia, l'escola d'Estadística (1928) i el 1936 la Facultat d'Estadística, Demografia i Ciències Actuarials.
El 1926, va ser nomenat President de l'Institut Central d'Estadística a Roma, que Gini va organitzar com a centre únic dels serveis estadístics italians. Va dimitir el 1932 en protesta per la interferència en el seu treball de l'estat feixista. De totes formes el 1944, acabada la guerra mundial, va ser investigat per la seva proximitat a Mussolini i les seves polítiques, excepte les racials.
Corrado Gini va morir a Roma el 13 de març de 1965.

## Fites importants
- 1932 - Doctorat “honoris causa” (Economia) per la Universitat deí Sacro Cuore, Milano
- 1933 - És nomenat vicepresident de l'International Sociological Institute.
- 1934 - Doctorat “honoris causa” (Sociologia) per la Universitat de Ginebra.
- 1934 - Esdevé president de la Italian Genetics and Eugenics Society.
- 1935 - És nomenat president de l'International Federation of Eugenics Societies en els països de llengua llatina.
- 1936 - Doctorat “honoris causa” (Ciències) per la Harvard University.
- 1937 - President de la Societat Italiana de Sociologia.
- 1941 - President de la Societat Italiana d'Estadística.
- 1962 - Membre de l'Accademia dei Lincei.
- 1963 - Doctorat “honoris causa” (Ciències Socials) per la Universitat de Córdoba (Argentina).